# Bucaneros de Campeche
Los Bucaneros de Campeche fue un equipo que participó en la Liga Nacional de Baloncesto Profesional con sede en Campeche, Campeche, México.

## Historia
El poderoso océano siempre ha sido motivo de admiración, recelo, temor e inspiración de los hombres, pocos son los valientes que han intentado desafiarlo, pero en su proeza fallan o desisten en la jornada, solo un puñado de hombres, tuvieron el descaro de encarar al poderoso reino de Poseidón y desenterrar sus bellos tesoros, con muchos nombres se les conocía a lo largo del tiempo, forajidos, marineros, pero, el mote más acorde a su labor, heroica, depredadora e incluso cruel, pero siempre llena de aventura le valió el título de BUCANEROS.
“Bucanero” en nuestra historia se le ha puesto como sinónimo de pirata, de ladrón, pero cuya figura, tiene diferentes matices a estos, adjetivos como, rudo, aguerrido, feroz, sujeto de libertad y libre competencia, combatiente de la tiranía, pero, sobre todo, hombre de acción y siempre dispuesto al abordaje contra cualquier enemigo.
No es casualidad que en Campeche el nombre del equipo sea BUCANEROS, nuestra conexión con el mar y la admiración a sus personajes propios y extraños, además del carácter guerrero, audaz y vencedor de sus actores, hacen de este nombre el título ideal y la referencia inmediata de la valía de todos aquellos que han sido parte del Club.
La historia del Básquetbol en Campeche se remonta a la década de los ochenta en la desaparecido CIPEBA (Circuito Peninsular de Baloncesto) durante el período 1980-1998, cuyo lapso fue, cuna, semillero y ocaso de muchos jugadores campechanos que vieron en ella el desarrollo y fortaleza del baloncesto campechano, que la convertiría en uno de los Estados más fuertes de este deporte.
Es entonces hasta la creación del Club a finales de los noventa, en su carácter de liga amateur, que todos aquellos valores que crecieron en dicha liga pudieron agruparse en un solo plantel y dieron a Campeche múltiples triunfos y un equipo que pueda representar lo mejor del baloncesto campechano.
A lo largo del proceso de consolidación del equipo esta ha pasado por diferentes etapas, y en cada una de ellas, ha logrado triunfos que le han valido el reconocimiento local y regional, en el año de su creación, como parte de la LBS (Liga de Baloncesto del Sureste), la tenacidad y el talento de sus jugadores le valieron cuatro títulos de liga, en esta ocasión como semi profesional, lo que lleva a jugadores del plantel a la remembranza nacional e internacional a razón de su afortunada intervención en esta.
Posteriormente la calidad y el deseo de competencia llevó al Club a incorporarse de manera profesional al BAPROSUR (Basquetbol Profesional del Sureste) a partir del año 2004 hasta la actualidad, y de la cual se mantienen como el equipo a vencer en la zona sur del país y de la antes citada liga.
Una vez más la tenacidad del club y el deseo de superación y enfrentarse con los equipos más fuertes del país, se pondrá a prueba, ya que el equipo formará parte de la liga más competitiva del país LNBP (LIGA NACIONAL DE BALONCESTO PROFESIONAL), donde el plantel mostrará la calidad que lo respalda como uno de los bastiones del baloncesto profesional del sur, y de cuyos integrantes tanto de preparación técnica, logística y de juego son de primera línea y que harán de este deporte uno de los espectáculos más vistos y competitivos de México.

## Jugadores

### Roster actual
- 1 William Funn
- 6 José Orlando Puc Uitz
- 10 John Lee Millsap
- 11 Jorge Iván Cárdenas Góngora
- 12 Víctor Buelna Martínez
- 13 Luciano Giancarlo León García
- 16 José Francisco Choza Romero
- 20 Michael Anthony Nunes Ambris
- 21 Anthony Hilario Fernández
- 50 Mekei Wefley
- 51 Daniel Tabarez
- 53 Markus Thomas Mitchell